# Памятник штурмовику Ил-2 (Истра)
Памятник штурмовику Ил-2 — памятник самому массовому боевому самолёту в истории авиации, «летающему танку», штурмовику Ил-2 в городе Истре Московской области. Посвящён освобождению города от немецко-фашистских захватчиков.
Памятник расположен в городском парке, в конце главной аллеи, на высоком берегу реки Истры.

## Описание
Памятник представляет собой железобетонную стелу, имитирующую траекторию взлёта самолёта, на вершине которой установлен полноразмерный макет штурмовика Ил-2, изготовленный специалистами ОКБ имени С. В. Ильюшина.
По краям стелы закреплены барельеф в виде карты боевых действий и рельефные информационные таблицы.
Карта, расположенная с левого края стелы, отображает основные контрудары Советских войск в битве за Москву и этапы освобождения Подмосковья в 1941—1942 годах.
Таблица, расположенная с правого края стелы, выполнена в форме двух развевающихся знамён. На ней нанесён текст следующего содержания:
| «Здесь, в ноябре 1941 года, героически сражались войска 16-й армии, отражая бешеный натиск врага, рвавшегося к Москве. 11 декабря 1941 года эта армия в ходе контрнаступления войск Западного фронта освободила г.Истру от немецко-фашистских захватчиков.» |

В фасадной части стелы, под самолётом, расположена вертикальная прямоугольная таблица с рельефным текстом славящим самолёт:
| «Штурмовик Ил-2 Советской Армии был нужен "как воздух, как хлеб". Легендарный "летающий танк" стал для захватчиков "чёрной смертью" и до конца войны уничтожал живую силу и технику врага. Это был самый массовый самолёт за всю историю авиации — герои фронтов получили свыше 41.000 грозных бронированных Илов.» |

У подножия монумента располагается замурованная капсула с бронзовой табличной над ней. На табличке выгравирован текст:
| «Здесь, 11 декабря 1973 г., в день 32-й годовщины освобождения города Истры от немецко-фашистских захватчиков, замурована священная земля из Подмосковья, Прибалтийских республик, Волги, Урала и г.Киева.» |

Памятник располагается в конце длинной прямой аллеи визуально имитирующей взлётную полосу по которой «взлетел и направляется на запад» грозный Ил.
В 1965 году, в момент открытия монумента, с вершины холма открывался прекрасный вид на реку Истру и пойму за ней. В настоящее время долина реки густо заросла высокими деревьями, кроны которых упираются в самолёт. Самой реки от монумента, из-за обилия зелени, в летнее время не видно.

## История памятника
При подготовке к празднованию 20-й годовщины Победы Московский комитет партии вынес решение о сооружении на рубежах обороны Москвы памятников основным образцам боевой техники Великой Отечественной войны. Данные памятники в виде воздвигнутых на пьедесталы экземпляров техники решено было установить в местах наиболее напряжённых боёв. Тогда-то и выяснилось, что ни одного подлинного экземпляра Ил-2 в стране не осталось. В ходе перевооружения армии, проводимого в 1950-е годы, все старые машины были утилизированы.
По воспоминаниям ветеранов ОКБ имени С. В. Ильюшина, в связи со срочностью задания, был изготовлен деревянный макет самолёта Ил-2 в натуральную величину и обшит листами дюраля. В таком виде он был установлен на железобетонную стелу и предъявлен комиссии. В целом памятник получил высокую художественную оценку.
Торжественное открытие монумента состоялось 9 мая 1965 года в городском парке Истры.
Понимая, что такой вариант памятника, стоящий на открытом воздухе, не может быть долговечным, архитектор монумента Л. Оршанский потребовал от конструкторов ОКБ имени С. В. Ильюшина срочно подготовить замену. Конструктора разработали и воплотили в жизнь новый макет Ил-2 в натуральную величину, из листов титанового сплава, стойкого к атмосферным воздействиям, и уже к следующей годовщине Победы долговечный макет стоял над Истрой.
Истринский памятник Ил-2 стал старейшим в серии памятников этому легендарному штурмовику и единственным макетом. Позднее памятники Ил-2, уже на основе найденных поисковиками подлинных самолётов, были открыты в других городах СССР: в Куйбышеве (в 1975), в Воронеже (в 1979), в Новороссийске (в 1980), в Лебяжье (в 2003) и в Дубне (в 2008).

## Галерея
- Вид спереди
- Вид сбоку
- Вид сзади
- Вид снизу
- Правый край стелы
- Левый край стелы
- Табличка над капсулой
- Вид с аллеи